# Nick Romeo Reimann
Nick Romeo Reimann (Monaco di Baviera, 14 gennaio 1998) è un attore e doppiatore tedesco, meglio conosciuto per aver interpretato il piccolo Nerv nel terzo film diretto da Joachim Masannek, La tribù del pallone - Tutti per uno.

## Carriera
Debutta sul grande schermo con due spot pubblicitari. Successivamente, nel 2006 recita in un episodio di SOKO 5113. Diventa famoso con l'ingresso nella serie di film La tribù del pallone, in cui recita nel terzo, quarto e quinto film (La tribù del pallone - Tutti per uno, La tribù del pallone - Alla conquista della coppa e La tribù del pallone - L'ultimo goal) con il ruolo di Nerv. Nel 2009 ottiene il ruolo del protagonista Hannes nella trilogia di film La banda dei coccodrilli.
Ha doppiato in tedesco Greg Heffley nel film Diario di una schiappa e, nel 2010, Sosuke nel film d'animazione Ponyo sulla scogliera.

## Filmografia

### Cinema
- La tribù del pallone - Tutti per uno (Die wilden Kerle 3), regia di Joachim Masannek (2006)
- La tribù del pallone - Alla conquista della coppa (Die wilden Kerle 4), regia di Joachim Masannek (2007)
- La tribù del pallone - L'ultimo goal (Die wilden Kerle 5), regia di Joachim Masannek (2008)
- La banda dei coccodrilli (Vorstadtkrokodile), regia di Christian Ditter (2009)
- La banda dei coccodrilli indaga (Vorstadtkrokodile 2), regia di Christian Ditter (2010)
- La banda dei coccodrilli - Tutti per uno (Vorstadtkrokodile 3), regia di Wolfgang Groos (2011)
- Türkisch für Anfänger, regia di Bora Dagtekin (2012)
- V8 - Si accendono i motori, regia di Joachim Masannek (2013)

### Televisione
- SOKO 5113 – serie TV, episodio 29x08 (2006)
- Der Cop und der Snob – serie TV, episodio 1x03 (2012)

## Riconoscimenti
| Anno | Premio              | Categoria                                            | Lavoro                                            | Risultato       |
| ---- | ------------------- | ---------------------------------------------------- | ------------------------------------------------- | --------------- |
| 2006 | Jetix Kids Award    | Miglior DVD                                          | La tribù del pallone - Tutti per uno              | Vincitore/trice |
| 2006 | Casperworld Award   | Miglior giovane attore europeo                       | La tribù del pallone - Tutti per uno              | Vincitore/trice |
| 2006 | Casperworld Award   | Miglior debutto dell'anno (attore)                   | La tribù del pallone - Tutti per uno              | Vincitore/trice |
| 2006 | Casperworld Award   | Miglior sito di una star                             | www.dwk4.de                                       | Vincitore/trice |
| 2006 | Casperworld Award   | Miglior sito di una star                             | www.nick-romeo-reimann.de                         | Candidato/a     |
| 2007 | Undine Award        | Miglior attore non protagonista in un film giovanile | La tribù del pallone - Tutti per uno              | Candidato/a     |
| 2007 | Casperworld Award   | Miglior attore nazionale                             | La tribù del pallone - Alla conquista della coppa | Vincitore/trice |
| 2007 | Casperworld Award   | Miglior giovane attore europeo                       | La tribù del pallone - Alla conquista della coppa | Vincitore/trice |
| 2007 | Casperworld Award   | Miglior sito di una giovane star                     | www.nick-romeo.de                                 | Vincitore/trice |
| 2010 | Young Artist Award  | Miglior performance in un internazionale             | La banda dei coccodrilli                          | Candidato/a     |
| 2010 | Deutscher Filmpreis | Miglior film per ragazzi                             | La banda dei coccodrilli                          | Vincitore/trice |